# Guus Verstraete sr.
Guus Verstraete, artiestennaam van August Juliaan De Graef (Rotterdam, 24 december 1914 – Soest, 4 maart 1994), was een Belgisch-Nederlands acteur, regisseur en theaterdirecteur. Ter onderscheid van zijn zoon wordt hij meestal als Guus Verstraete sr. aangeduid.

## Privéleven
Verstraete kwam uit een familie van acteurs. Zijn vader was de acteur Jules Verstraete en ook zijn broer en zussen (Bob Verstraete, Mieke Verstraete en Jeanne Verstraete) werden acteur. Hoewel in Nederland geboren, had Verstraete de Belgische nationaliteit. Zijn ouders waren kort voor zijn geboorte ten tijde van het beleg van Antwerpen naar Nederland gevlucht. Net als de andere bekende telgen uit de familie gebruikte hij Verstraete, de achternaam van zijn oma, de Vlaamse actrice Marie Verstraete.
Verstraete was van 1945 tot 1984 getrouwd met actrice Dientje Nijbacker (1904-1984). Hun zoon Guus Verstraete jr. werd regisseur. De laatste jaren van zijn leven was hij getrouwd met Lia Dorana. Hij had haar jaren eerder leren kennen bij het Cabaret Wim Sonneveld.
Verstraete sr. overleed in 1994 op 79-jarige leeftijd in zijn woonplaats Soest. Hij werd in Bilthoven gecremeerd.

## Loopbaan

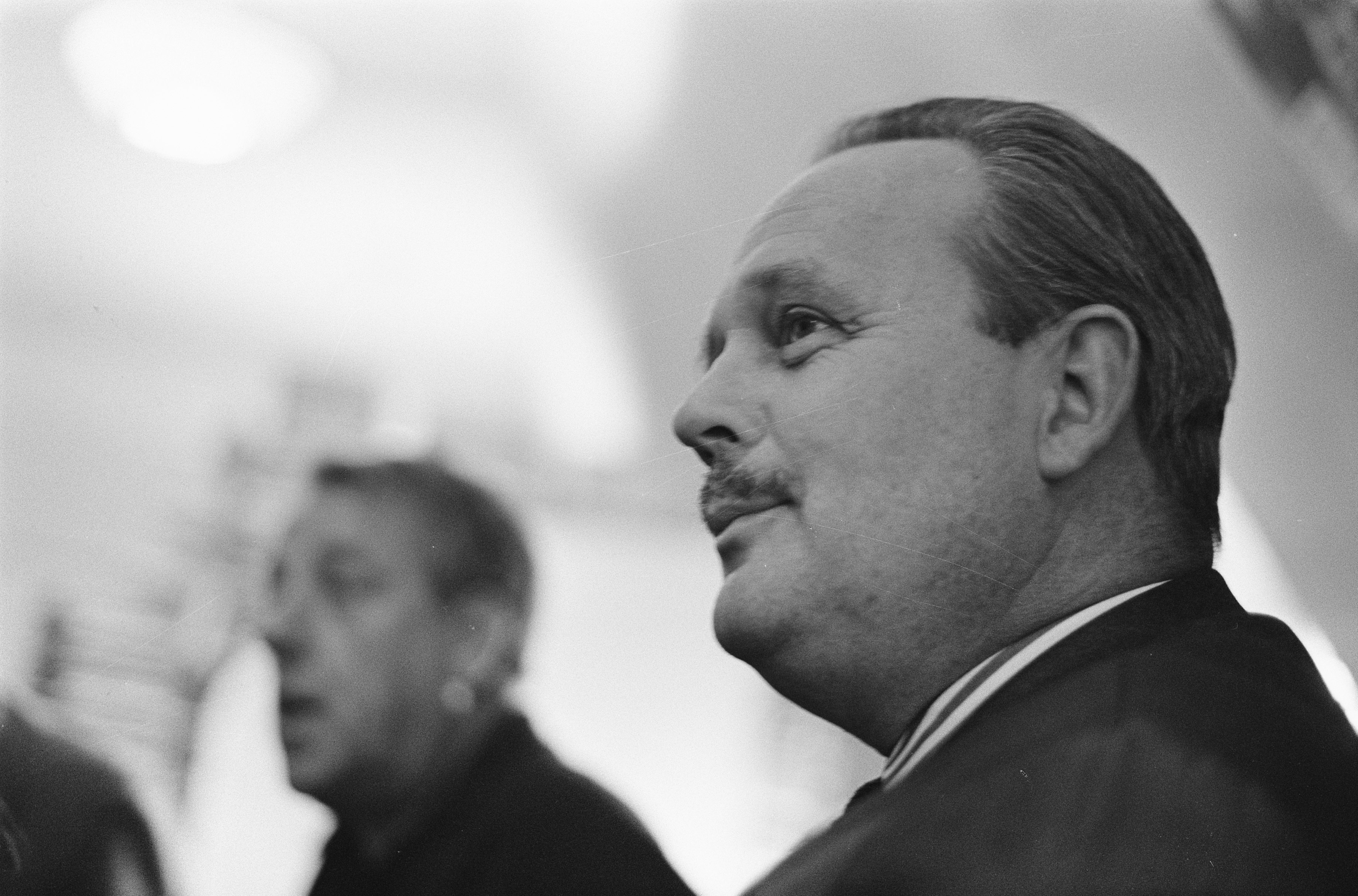
Verstraete (1966)

Verstraete kreeg acteerlessen van zijn vader en van zijn zwager Richard Flink. In 1937 debuteerde hij bij het Nieuw Schouwtooneel. Hij was gedurende zijn carrière onder meer verbonden aan het Nederlands Volkstoneel, het cabaretgezelschap van Wim Sonneveld, het Kurhaus Cabaret, het Nieuw Rotterdams Toneel en de Haagse Comedie.
In 1940 maakte Verstraete zijn debuut op het witte doek, in de film Rembrandt waarin ook zijn vader speelde. Hij was te zien in Uit het leven van Dik Trom (1941), De zaak M.P. uit 1960, Kermis in de regen van Kees Brusse (1962) en Als twee druppels water van Fons Rademakers (1963). Ook acteerde hij in de televisieproducties Pipo de Clown, De Glazen Stad en De kleine waarheid. In de jaren zeventig schreef in samenwerking met de acteur Ko van Dijk jr. een boek over Van Dijk. Van 1973 tot 1979 was Verstraete directeur van de Koninklijke Schouwburg in Den Haag.

## Filmografie
- Rembrandt (1940)
- Uit het leven van Dik Trom (1941)
- Claudia (1959)
- Dokter Gerbrand (1959)
- De zaak M.P. (1960)
- Kermis in de regen (1962)
- Meneer Sampson 1962
- Er valt een ster (1963)
- Als twee druppels water (1963)
- Het Museum (1966)
- Een beeld van een meisje (1966)
- Mijnheer hat lauter Töchter (1968)
- De Glazen Stad (1969)
- De kleine waarheid
- The Little Ark (1972)
- De Appelgaard (1985)
- Huwelijk in de steigers (Toneelstuk met Piet Bambergen, 1986)
- De Ep Oorklep Show (1987)

## Vertalingen
Guus Verstraete vertaalde diverse toneelstukken:
- Bang voor een pak slaag - Theater De Nar - 1978
- De huiselijke vrede - Theater De Nar - 1978
- Een Vuile Egoïst - Joop van den Ende Theaterproducties BV - 1975
- Jong geleerd - Theater De Nar - 1978
- Kapers op de kust of Bloed en liefde op een oud piratenschip - Toneelgroep Puck - 1954
- Voor het raam - Theater De Nar - 1978